# Drosera stolonifera
Drosera stolonifera este o specie de plante carnivore din genul Drosera, familia Droseraceae, ordinul Caryophyllales, descrisă de Stephan Ladislaus Endlicher.
Este endemică în:
- Ashmore-Cartier Is..
- Western Australia.

## Subspecii
Această specie cuprinde următoarele subspecii:
- D. s. compacta
- D. s. humilis
- D. s. porrecta
- D. s. stolonifera

## Galerie de imagini

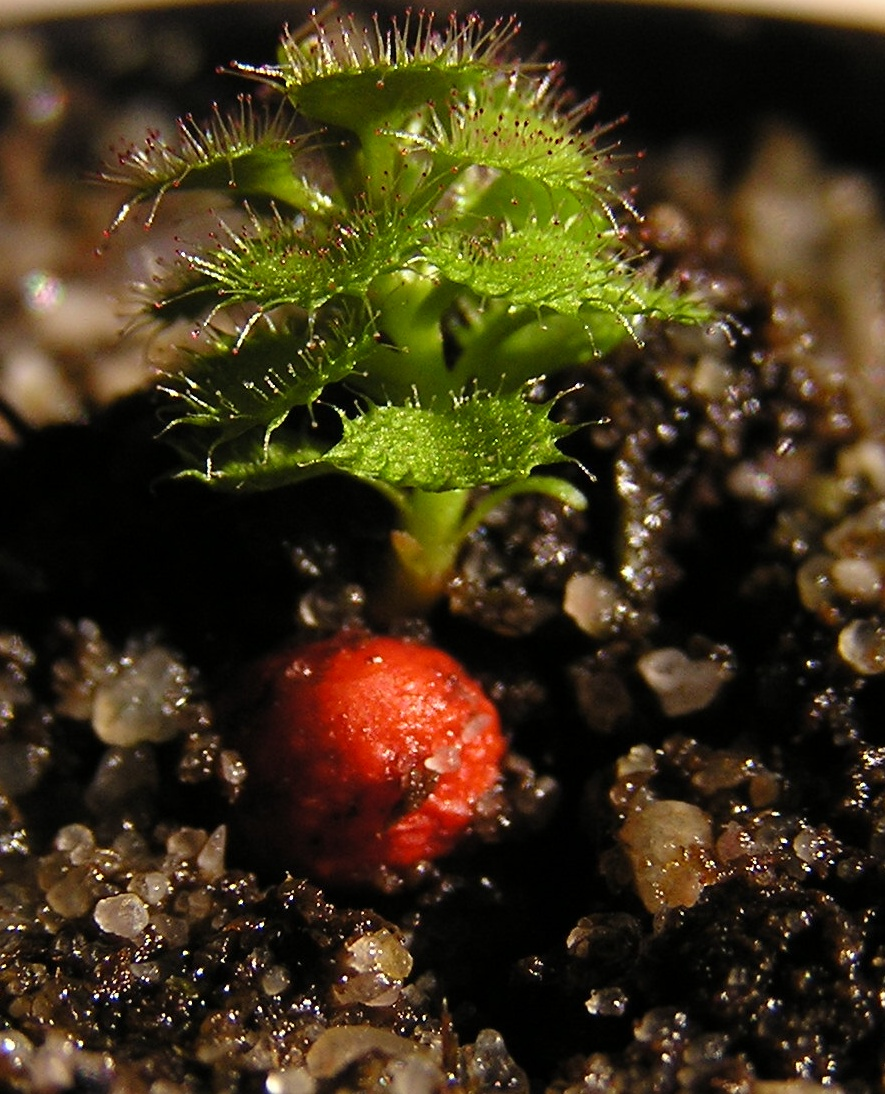